# Özkan Baltacı
Özkan Baltacı (* 13. Februar 1994 in Izmir) ist ein türkischer Leichtathlet, der sich auf den Hammerwurf spezialisiert hat.

## Sportliche Laufbahn
Erste internationale Erfahrungen sammelte Özkan Baltacı bei den Juniorenweltmeisterschaften 2010 in Moncton, bei denen er mit einer Weite von 61,95 m in der Qualifikation ausschied. Im Jahr darauf gewann er bei den Jugendweltmeisterschaften nahe Lille mit dem 5-kg-Hammer mit 78,63 m die Silbermedaille und anschließend beim Europäischen Olympischen Jugendfestival in Trabzon mit 78,90 m die Bronzemedaille. 2012 erreichte er bei den Juniorenweltmeisterschaften in Barcelona mit 70,98 m Rang zehn und 2013 wurde er bei den Junioreneuropameisterschaften in Rieti mit 72,66 m Fünfter. 2014 siegte er bei den U23-Mittelmeermeisterschaften in Aubagne mit 68,88 m und im Jahr darauf schied er bei den U23-Europameisterschaften in Tallinn mit 63,79 m in der Qualifikation aus. 2016 gewann er bei den U23-Mittelmeermeisterschaften in Tunis mit einer Weite von 71,27 m die Silbermedaille hinter dem Griechen Michalis Anastasakis. Zudem qualifizierte er sich erstmals für die Europameisterschaften in Amsterdam, bei denen er mit 71,35 m im Finale auf Platz neun gelangte.
2017 gewann er bei den Islamic Solidarity Games in Baku mit 74,13 m die Silbermedaille und musste sich damit nur seinem Landsmann Eşref Apak geschlagen geben. Im August nahm er an den Weltmeisterschaften in London teil und erreichte dort mit 74,39 m im Finale Rang zwölf. Nur zwei Wochen später wurde er dann bei der Sommer-Universiade in Taipeh mit einem Wurf auf 73,58 m Fünfter. Im Jahr darauf nahm er erneut an den Europameisterschaften in Berlin teil, schied diesmal aber mit einer Weite von 71,55 m in der Qualifikation aus. 2019 siegte er bei den Studentenweltspielen in Neapel mit 75,98 m und qualifizierte sich damit abermals für die Weltmeisterschaften Anfang Oktober in Doha, bei denen er diesmal mit 73,19 m aber nicht das Finale erreichte. 2020 gewann er bei den Balkan-Meisterschaften in Cluj-Napoca mit 73,72 m die Silbermedaille und im Jahr darauf verpasste er bei den Olympischen Spielen in Tokio mit 63,63 m den Finaleinzug.
2022 gewann er bei den Balkan-Meisterschaften in Craiova mit 74,24 m die Bronzemedaille hinter dem Ukrainer Mychajlo Hawryljuk und Serghei Marghiev aus der Republik Moldau. Anschließend siegte er mit 74,34 m bei den Mittelmeerspielen in Oran. Im August gewann er bei den Islamic Solidarity Games in Konya mit 68,90 m die Bronzemedaille hinter dem Usbeken Suhrob Xoʻjayev und Eşref Apak aus der Türkei, ehe er bei den Europameisterschaften in München mit 70,34 m den Finaleinzug verpasste. Im Jahr darauf gewann er bei den Balkan-Meisterschaften in Kraljevo mit 73,34 m die Bronzemedaille hinter dem Griechen Christos Frantzeskakis und Serghei Marghiev aus Moldau. 2024 siegte er mit 75,19 m bei den Balkan-Meisterschaften in Izmir und schied kurz darauf bei den Europameisterschaften in Rom mit 71,58 m in der Vorrunde aus. Im August verpasste er bei den Olympischen Sommerspielen in Paris mit 71,40 m den Finaleinzug. Im Jahr darauf wurde er bei der 2. Liga der Team-Europameisterschaft in Maribor mit 74,58 m Zweiter hinter dem Norweger Thomas Mardal, ehe er bei den Balkan-Meisterschaften in Volos mit 75,72 m die Goldmedaille gewann.
In den Jahren 2014 und 2020 sowie von 2022 bis 2024 wurde Baltacı türkischer Meister im Hammerwurf.